# 斎藤恒
斎藤 恒（さいとう ひさし、1877年（明治10年）11月16日 - 1953年（昭和28年）3月8日）は、日本の陸軍軍人。最終階級は陸軍中将。

## 経歴
石川県出身。斎藤恒固の長男として生れる。1898年（明治31年）11月、陸軍士官学校（10期）を卒業。翌年6月、歩兵少尉に任官し歩兵第6連隊付となる。1902年（明治35年）8月9日陸軍大学校（19期）に入学するが、日露戦争期であったため1904年（明治37年）2月9日一時中退。同年4月から1905年（明治38年）3月まで出征し、1904年11月から歩兵第6連隊副官を務めた。陸士教官を経て、1906年（明治39年）3月20日に陸大に復校し、1907年（明治40年）11月30日に卒業し参謀本部出仕となった。
1908年（明治41年）4月、参謀本部員となる。1910年（明治43年）11月、歩兵少佐に昇進。1911年（明治44年）3月、清国差遣（北京駐在）となり、上海駐在、参謀本部員、歩兵第18連隊付、支那政府応聘（吉林督軍顧問）などを務め、 1919年（大正8年）4月、歩兵大佐に昇進。1921年（大正10年）5月、歩兵第11連隊長となり、参謀本部課長を経て、1923年（大正12年）8月、陸軍少将に進級し歩兵第4旅団長に就任。
1924年（大正13年）8月、陸士予科長となり、教育総監部付を経て、1925年（大正14年）12月、関東軍参謀長に就任。1928年（昭和3年）6月の張作霖爆殺事件により、無関係であったが責任を負い、同年8月、陸軍中将に進むと同時に参謀本部付となり、同年11月、東京湾要塞司令官に左遷された。1929年（昭和4年）7月1日、重謹慎の処分を受け、同年8月1日に待命となり、同月31日、予備役に編入された。

## 栄典
- 1902年（明治35年）2月20日 - 従七位[7]
- 1923年（大正12年）11月20日 - 正五位
- 1928年（昭和3年）9月1日 - 従四位[8]
- 1929年（昭和4年）9月30日 - 正四位[9]